# Calumet
Pour les articles homonymes, voir Calumet (homonymie).

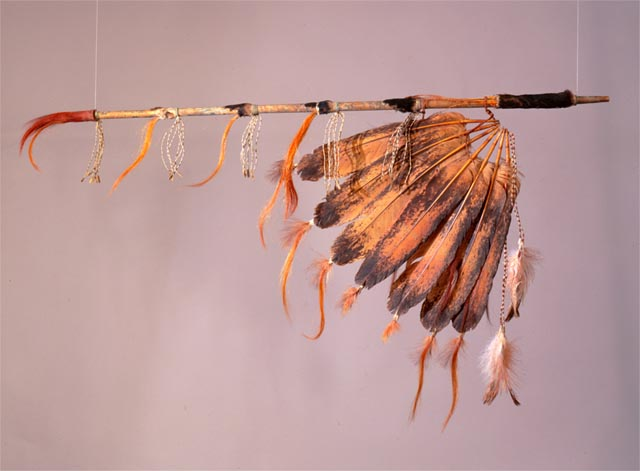
Un « calumet de la paix » Lakota (Sioux) sans le fourneau, conservé à la Bibliothèque du Congrès des États-Unis.

Un calumet est une pipe utilisée par les Amérindiens pour fumer du tabac (pétun). Il est utilisé dans la vie courante, mais aussi lors de tabagies, et pour décréter la paix entre deux tribus ou deux puissances ou dans le cadre de la médecine traditionnelle.

## Étymologie
Le terme calumet et son synonyme pétunoir apparaissent dans l'Histoire de la Nouvelle-France de Marc Lescarbot dès 1612 :

« Nos Sauvages font aussi grand labourage de Petun, chose très précieuse entre eux, et parmi tous ces peuples universellement. C'est une plante de la grandeur de Consolida major, dont ils sucent la fumée avec un tuyau en la façon que je vais dire pour le contentement de ceux qui n'en savent l'usage. Après qu’ils ont cueilli cette herbe ils la mettent sécher à l’ombre, et ont certains sachets de cuir pendus à leur col ou ceinture, dans lesquels ils en ont toujours, et quant un calumet ou petunoir, qui est un cornet troué par le côté, et dans le trou ils fichent un long tuyau duquel ils tirent la fumée du petun qui est dans ledit cornet, après qu’ils l’ont allumé avec du charbon qu’ils mettent dessus. »

Le terme calumet est repris en 1625 - 1655, dans La Muse normande de David Ferrand, texte écrit en patois rouennais (purinique), langage proche du cauchois. Dans cet ouvrage, il a le sens de « roseau pour fabriquer des pipes ». En fait, il s'agit d'une graphie fallacieuse pour calumè, variante de calumel, avec chute de la finale. Calumel est la forme normanno-picarde de chalumeau.

## Histoire du calumet de la paix

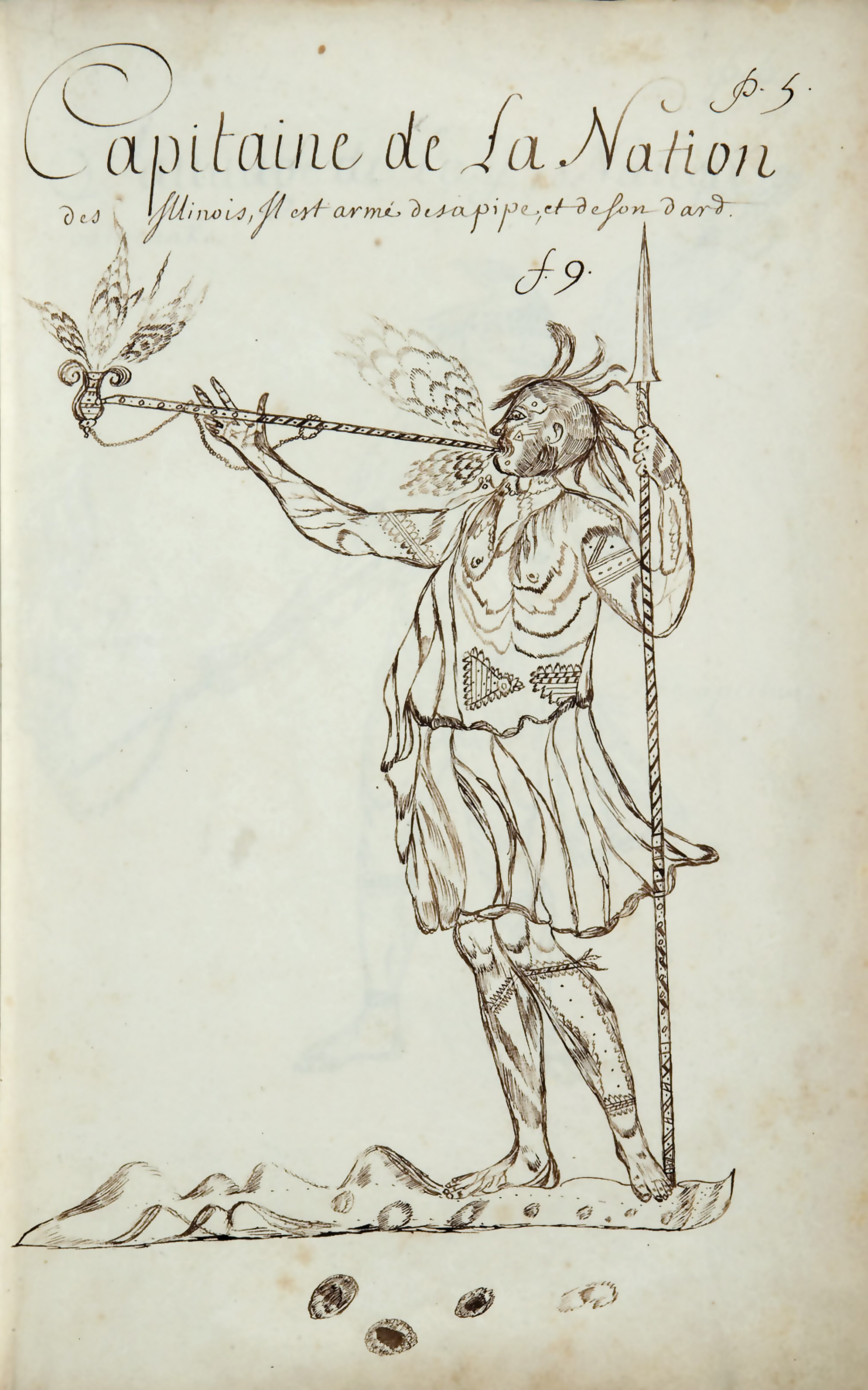
« Capitaine de La Nation des Illinois, Il est armé de sa pipe, et de son dard. » Page du Codex canadensis, par Louis Nicolas, circa 1675 à 1682

Marc Lescarbot décrit l'usage du calumet en signe d'amitié :

« Mais pour les Sauvages il est plus excusable, d’autant qu'ils n’ont autre plus grande délice en leurs Tabagies, et ne peuvent faire fête à ceux qui les vont voir de plus grand-chose : comme pardeça quand on présente de quelque vin excellent à un ami : de sorte que si on refuse à prendre le petunoir quand ils le présentent, c'est signe qu'on n’est point adesquidés, c'est-à-dire ami. Et ceux qui ont entre eux quelque ténébreuse nouvelle de Dieu, disent qu'il petune comme eux, et croient que ce soit le vrai Nectar décrit par les Poètes.
Cette fumée de Petun prise par la bouche en suçant comme un enfant qui tette , ils la font sortir par le nez, et en passant par les conduits de la respiration le cerveau en est réchauffé, et les humidités d'icelui chassées. Cela aussi étourdit et enivre aucunement, lâche le ventre, refroidit les ardeurs de Venus, et endort, et la feuille de cette herbe, ou la cendre qui reste au petunoir, consolide les plaies. »

— Marc Lescarbot, 1612

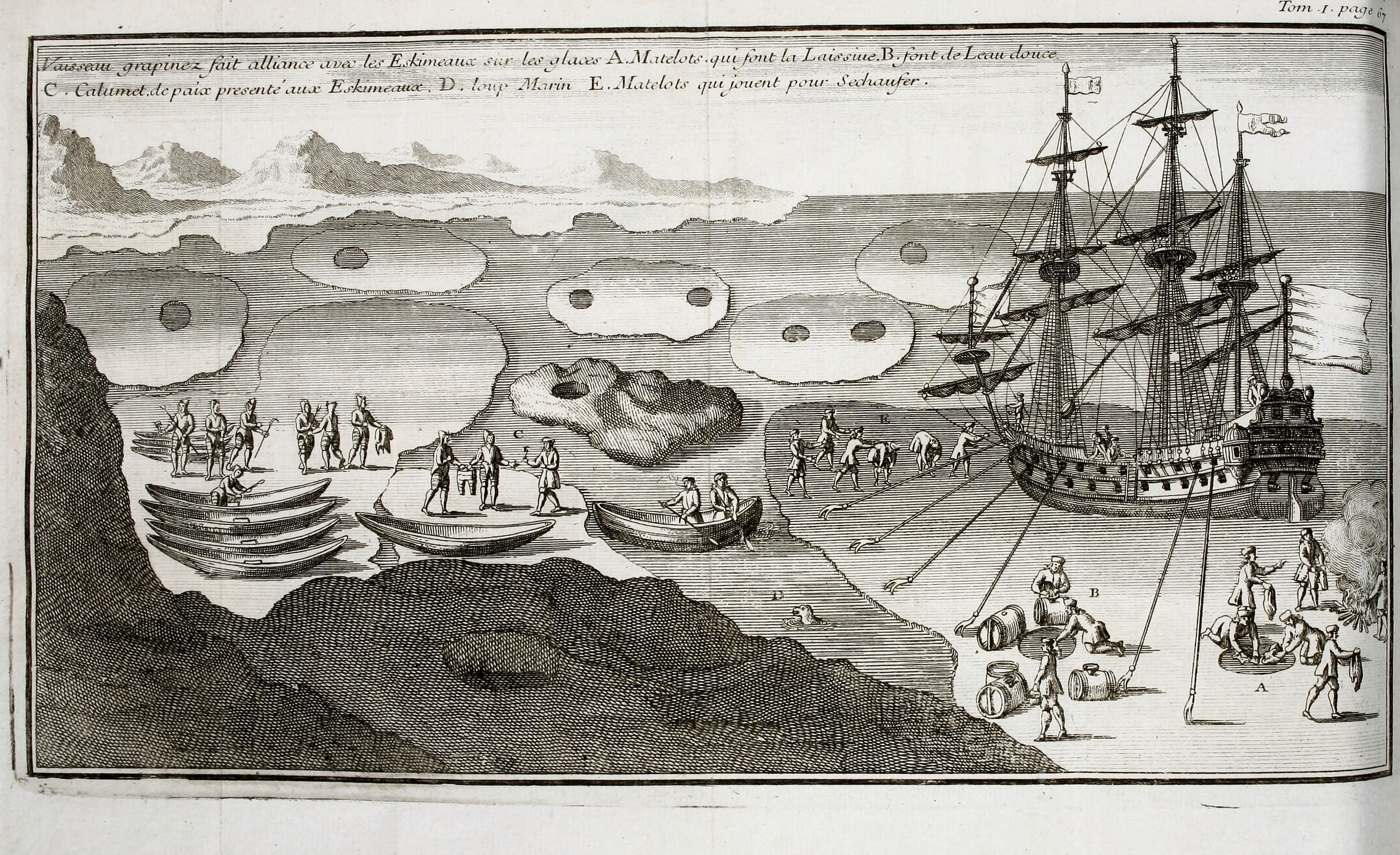
En 1697, le Pélican, vaisseau de Pierre Le Moyne d'Iberville, est pris dans les glaces de la baie d'Hudson. L'expédition offre un calumet de paix aux Eskimeaux.

Le calumet était utilisé à l'origine par les Indiens des Plaines, comme autel portatif pour permettre, en s'élevant avec la fumée, de pouvoir communiquer avec wakan-tanka (le grand esprit) ou tunkashila (appelé respectueusement « grand-père »). Il accompagne tous les gestes importants de la vie des Amérindiens qui, contrairement à l'image de « sauvages » projetée sur eux, étaient des êtres très pieux et religieux, et c'est pour cela qu'on a souvent cru par erreur qu'il ne servait qu'à conclure la paix, d'où son nom commun inexact et inapproprié de « calumet de la paix ».

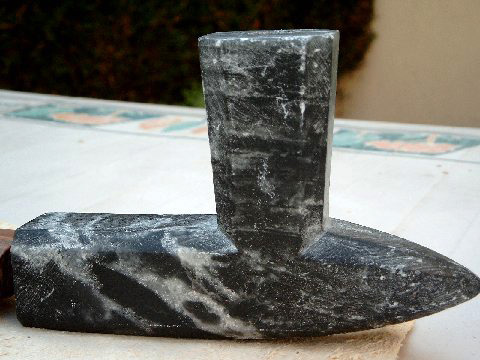
Fourneau en stéatite noire.

En lakota, on l'appelle canunpa wakan (prononcer tchanoun'pa wakane) ; wakan veut dire grand ou sacré. On doit le manipuler avec grand respect ; pour le ranger, il y a un sac en cuir abondamment décoré généralement de perles (beads) ou de tissages d'épines de porc-épic teintées (quill), et c'était un acte de grand respect et de confiance que faisaient les Amérindiens en signant des traités et en faisant fumer le calumet à leurs interlocuteurs blancs, pour en montrer ainsi la valeur à leurs yeux. Leur loyauté n'a pas vraiment été récompensée et les Amérindiens se sont vu déposséder de leurs terres malgré les traités signés qu'ils ont de façon unilatérale, quasiment tout le temps respectés.
Le fourneau est parfois en terre cuite ou en os, mais en général en pierre stéatite noire, grise ou verte, ou plus souvent en catlinite, pierre marron-rouge extraite d'un lieu sacré dans le Minnesota. Aucun conflit ne pouvait avoir lieu à cet endroit et les tribus qui n'avaient pas accès à cette carrière obtenaient la catlinite par troc. Seuls les Amérindiens étaient habilités à extraire cette pierre qui représente le sang de la terre. Le fourneau et le tuyau ne sont assemblés que lorsqu'on va fumer le calumet, sinon, la plupart du temps, ces deux parties sont séparées.
le fourneau pouvait donner lieu à des formes d'une extrême beauté épurée, comme à des formes sculptées extrêmement élaborées (animaux, personnages, scènes de vie….)

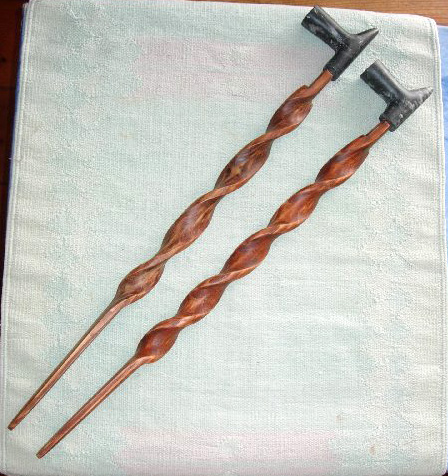
Calumets.

Le tuyau est, aux yeux des Amérindiens, la partie la plus importante car il représente toutes les parties du corps et la couleur rouge du sang  est très souvent utilisée parmi les teintes qui contribuent à sa décoration ; il est souvent décoré avec des perles, du tissu, de la fourrure et des plumes. 
Un rituel immuable accompagne son utilisation. On situe le calumet dans les quatre directions (tate topa) pour s'unir avec le monde qui vous entoure et le calumet ne doit jamais être présenté avec le fourneau vers l'invité, sinon c'est un signe de rejet de celui-ci. On utilise pour fumer un mélange aromatique de tabac et d'herbes (sweetgrass, écorce de cornouiller, sauge, menthe...) appelé quiniquinick qui peut sembler un peu âcre à l'usage et qui faisait abondamment tousser les Blancs lors des signatures de traités.
Les Amérindiens utilisent le bout d'une branche en feu ou d'une braise pour l'allumer ainsi qu'un cure-pipe en os ou en bois pour le nettoyer ; ces accessoires sont souvent très décorés (perles ou plumes).
Vu le respect que portaient les Amérindiens à cet objet, les missionnaires ont tenté vainement d'en faire disparaître la pratique en le rangeant dans les idoles ou les objets du diable. Mais son enracinement culturel était trop profond pour qu'on puisse l'éradiquer. Il existe actuellement aux États-Unis un « dernier gardien du calumet », le Sioux Hehaka Sapa (wapiti noir : black elk), gardien des traditions religieuses qui entourent cet objet. Selon la légende, cet objet serait l'original donné aux Amérindiens par « la femme bison blanc » qui aurait donné le calumet aux Amérindiens pour qu'ils puissent communiquer avec wakan tanka ainsi que tous leurs rites religieux.
Pour d'autres témoignages sur le calumet et son usage, voir Lahontan et Louis Hennepin.

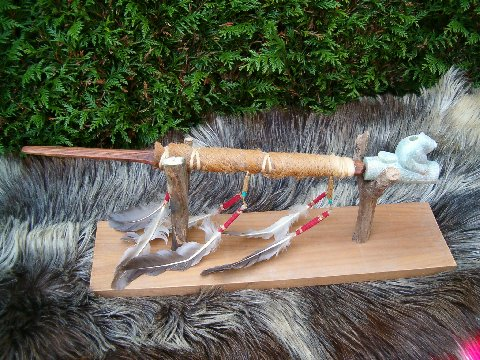
Calumet.
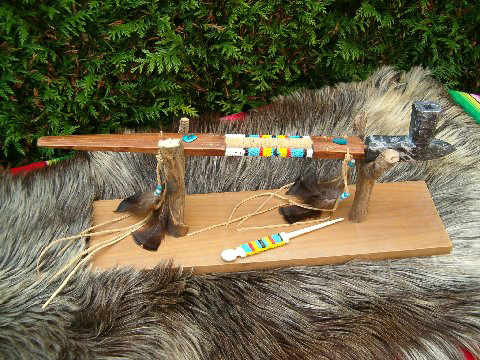
Un autre calumet.
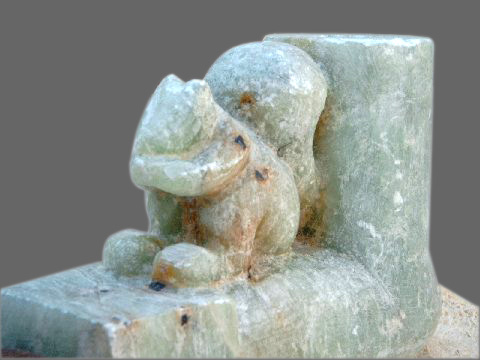
Fourneau de calumet.
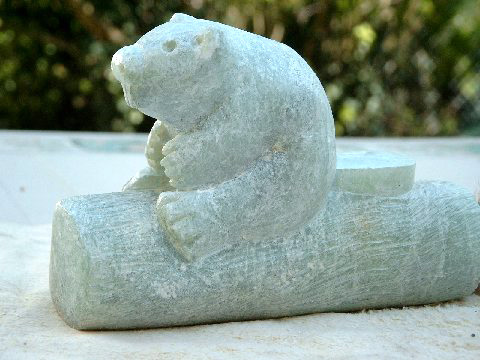
Fourneau de calumet.
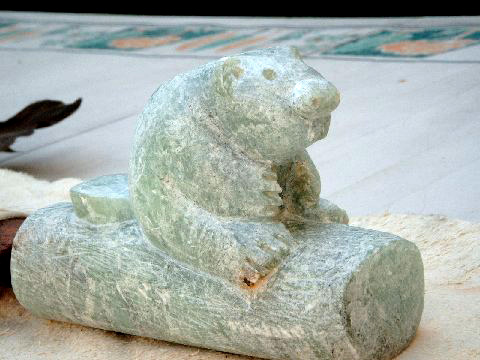
Fourneau de calumet.